# Tigecycline
Tigecycline is een antibioticum met een bacteriostatische werking. Het is de eerste vertegenwoordiger van de glycylcycline-antibiotica, waarvan de chemische structuur vergelijkbaar is met die van de tetracyclines. Tigecycline heeft een ruimer werkingsspectrum dan de moederverbinding tetracycline; het werkt tegen gramnegatieve en grampositieve bacteriën, inclusief anaerobe bacteriën zoals Clostridium perfringens, en tegen multiresistente bacteriën. Tigecycline werkt door het blokkeren van de ribosomen van de bacteriën waardoor het de opbouw van eiwitten afremt. Het is niet werkzaam tegen Pseudomonas aeruginosa.
Tigecycline werd ontwikkeld door American Cyanamid.  Het wordt nu verkocht door Wyeth onder de merknaam Tygacil. Het wordt enkel toegediend in ziekenhuizen, via een intraveneus infuus, voor het behandelen van gecompliceerde infecties van de huid, de weke delen of in de buik.
Tygacil werd in de Europese Unie voor het eerst vergund in 2006. Klinische studies waarin het medicament werd vergeleken met andere antibiotica toonden echter aan dat er een lichte maar consistente verhoogde sterfte was bij patiënten die Tygacil kregen tegenover patiënten die de andere antibiotica kregen: 3,9% tegenover 2,9%. De juiste reden daarvoor kon niet aangeduid worden. De commissie die na vijf jaar de voor- en nadelen van Tygacil afwoog, heeft evenwel geoordeeld dat  de voordelen voldoende waren om het middel verder toe te laten. Maar het mag enkel gebruikt worden voor de aanvaarde indicaties, wanneer andere antibiotica niet geschikt zijn.